# Wolfsberger Athletiksport-Club 2019-2020
Questa voce raccoglie le informazioni riguardanti il Wolfsberger Athletiksport-Club nelle competizioni ufficiali della stagione 2019-2020.

## Stagione
In vista del debutto in Europa League, nell'estate 2019 la squadra viene rinforzata con alcuni acquisti: l'ala ivoriana Anderson Niangbo e la punta Alexander Schmidt, entrambi prelevati dal Liefering, il difensore Dominik Baumgartner in prestito dal Vfl Bochum, ma soprattutto l'attaccante israeliano Shon Weissman, acquistato dal Maccabi Haifa e che a fine stagione metterà a referto ben 37 reti vincendo la classifica marcatori di campionato con 30. Il calciomercato vede le cessioni di Bernd Gschweidl all'Altach, di Gerald Nutz al Grazer AK, di Sasa Jovanovic al FK Indjija e il termine del prestito di Sekou Koita, che rientra al Liefering.
Nella sessione di gennaio si aggiungeranno gli arrivi in prestito dal İstanbul Başakşehir di Miloš Jojić e Miguel Vieira e l'ingaggio dello svincolato attaccante senegalese Cheikhou Dieng, oltre alle cessioni di Marcel Ritzmaier e Michael Sollbauer agli inglesi del Barnsley.
L'allenatore Ilzer passa alla guida dell'Austria Vienna e la guida tecnica viene affidata a Gerhard Strauber. La squadra viene sorteggiata nel gruppo J con Roma, Borussia M'gladbach e İstanbul Başakşehir.
La stagione comincia con un rotondo 9-0 nel primo turno di OFB cup contro il SAK Klagenfurt e con una netta vittoria all'esordio in Bundesliga (3-0 in casa dell'Admira Wacker Modling). L'ottimo momento della squadra si prolunga fino alla fine di ottobre, con una striscia di 9 risultati utili consecutivi in campionato a cavallo fra la 4ª e la 12ª giornata, una convincente quanto inaspettata vittoria per 4-0 sul campo del Borussia Monchengladbach al debutto in Europa League, seguita da un buon pareggio interno contro la Roma testa di serie del girone, e l'approdo agli ottavi di finale di coppa guadagnato con un'altra goleada, stavolta per 6-0 ai danni dei concittadini dell'ATSV Wolfsberg.
Da novembre a febbraio tuttavia la squadra ha una flessione di rendimento: in campionato viene sconfitta da Salisbrugo, Altach e LASK, in Europa perde entrambe le gare contro i turchi del Basaksehir e la gara di ritorno con il Borussia, concludendo il cammino all'ultimo posto del girone, ed il 30 ottobre non supera gli ottavi di finale di coppa d'Austria (eliminazione ad opera del Wacker Innsbruck per 1-0).
A dicembre il tecnico Strauber viene sostituito dall'ex nazionale austriaco Ferdinand Feldhofer, che concluderà la stagione nuovamente al terzo posto, centrando una seconda qualificazione in Europa League.

## Statistiche

### Presenze
| Giocatore              | Presenze |
| ---------------------- | -------- |
| Michael Liendl         | 40       |
| Shon Weissman          | 40       |
| Michael Novak          | 39       |
| Lukas Schmitz          | 38       |
| Alexander Kofler       | 36       |
| Christopher Wernitznig | 36       |
| Mario Leitgeb          | 36       |
| Nemanja Rnić           | 33       |
| Romano Schmid          | 33       |

### Marcatori
| Giocatore        | Reti |
| ---------------- | ---- |
| Shon Weissman    | 37   |
| Michael Liendl   | 10   |
| Anderson Niangbo | 9    |
| Mario Leitgeb    | 6    |

## Rosa
| N. |                     | Ruolo | Calciatore        |
| -- | ------------------- | ----- | ----------------- |
| 1  | Austria (bandiera)  | P     | Christian Dobnik  |
| 4  | Austria (bandiera)  | D     | Manfred Gollner   |
| 5  | Austria (bandiera)  | D     | Stefan Peric      |
| 6  | Austria (bandiera)  | A     | Marcel Holzer     |
| 7  | Germania (bandiera) | D     | Lukas Schmitz     |
| 8  | Austria (bandiera)  | C     | Marcel Ritzmaier  |
| 8  | Senegal (bandiera)  | A     | Cheikhou Dieng    |
| 9  | Israele (bandiera)  | A     | Shon Weissman     |
| 10 | Austria (bandiera)  | C     | Michael Liendl    |
| 11 | Austria (bandiera)  | C     | Romano Schmid     |
| 12 | Austria (bandiera)  | C     | Kai Stratznig     |
| 13 | Austria (bandiera)  | A     | Alexander Schmidt |
| 15 | Serbia (bandiera)   | D     | Nemanja Rnić      |
| 16 | Austria (bandiera)  | C     | Mario Leitgeb     |
| 17 | Austria (bandiera)  | C     | Joshua Steiger    |

| N. |                           | Ruolo | Calciatore             |
| -- | ------------------------- | ----- | ---------------------- |
| 19 | Austria (bandiera)        | C     | Sven Sprangler         |
| 21 | Serbia (bandiera)         | C     | Miloš Jojić            |
| 21 | Costa d'Avorio (bandiera) | A     | Anderson Niangbo       |
| 22 | Austria (bandiera)        | D     | Dominik Baumgartner    |
| 23 | Austria (bandiera)        | C     | Lukas Schofl           |
| 24 | Austria (bandiera)        | C     | Christopher Wernitznig |
| 26 | Austria (bandiera)        | D     | Michael Sollbauer      |
| 27 | Austria (bandiera)        | D     | Michael Novak          |
| 28 | Portogallo (bandiera)     | D     | Miguel Vieira          |
| 29 | Austria (bandiera)        | P     | Manuel Kuttin          |
| 30 | Austria (bandiera)        | A     | Amar Hodzic            |
| 31 | Austria (bandiera)        | P     | Alexander Kofler       |
| 34 | Austria (bandiera)        | A     | Marc Andre Schmerböck  |
| 39 | Austria (bandiera)        | D     | Stefan Golles          |
| 40 | Austria (bandiera)        | P     | Aric Haimburger        |

## Risultati

### Bundesliga
| Arbitro: | Christian-Petru Ciochirca |

|  |           |                               |
|  | Marcatori | Weissman 14’, 55’ Niangbo 76’ |

| Arbitro: | Dieter Muckenhammer |

|  |           |          |
|  | Marcatori | Balaj 5’ |

| Arbitro: | Julian Weinberger |

|                                                          |           |                         |
| Haaland 22’, 65’, 89’ Sollbauer 39’ (aut.) Ramalho 90+2’ | Marcatori | Niangbo 7’ Weissman 78’ |

| Arbitro: | Christian-Petru Ciochirca |

|                                        |           |  |
| Leitgeb 2’ Weissman 41’, 48’, 62’, 76’ | Marcatori |  |

| Arbitro: | Stefan Ebner |

|                                                             |           |                                 |
| Schreiner 6’ (aut.) Liendl 34’ Niangbo 43’, 74’ Schmitz 58’ | Marcatori | Fischer 20’ Zwischenbrugger 70’ |

| Arbitro: | Sebastian Gishamer |

|  |           |            |
|  | Marcatori | Liendl 80’ |

| Arbitro: | Manuel Schüttengruber |

|                                        |           |  |
| Ritzmaier 67’ Weissman 88’ Niangbo 90’ | Marcatori |  |

| Arbitro: | Harald Lechner |

|  |           |                             |
|  | Marcatori | Liendl 65’ (rig.) Novak 89’ |

| Arbitro: | Christopher Jäger |

|                          |           |                     |
| Niangbo 49’ Weissman 81’ | Marcatori | Dedic 71’ Walch 84’ |

| Arbitro: | Oliver Drachta |

|                                             |           |  |
| Ritzmaier 12’ Weissman 38’, 87’ Leitgeb 66’ | Marcatori |  |

| Arbitro: | Alexander Harkam |

|             |           |             |
| Fountas 31’ | Marcatori | Leitgeb 64’ |

| Arbitro: | Harald Lechner |

|                  |           |                  |
| Gollner 63’, 70’ | Marcatori | Bakis 38’, 90+1’ |

| Arbitro: | Robert Schörgenhofer |

|  |           |                                                  |
|  | Marcatori | Novak 20’ Schmid 29’ Weissman 43’ Wernitznig 70’ |

| Arbitro: | Walter Altmann |

|  |           |                      |
|  | Marcatori | Haaland 4’, 76’, 88’ |

| Arbitro: | Alan Kijas |

|          |           |                                              |
| Kuen 87’ | Marcatori | Weissman 24’, 58’ Niangbo 38’ Wernitznig 76’ |

| Arbitro: | Christian-Petru Ciochirca |

|                 |           |              |
| Berisha 8’, 21’ | Marcatori | Weissman 58’ |

| Arbitro: | Harald Lechner |

|              |           |                                      |
| Weissman 78’ | Marcatori | Filipovic 21’ Tetteh 41’ Frieser 85’ |

| Arbitro: | Walter Altmann |

|              |           |              |
| Grünwald 10’ | Marcatori | Weissman 77’ |

| Arbitro: | Robert Schörgenhofer |

|                             |           |  |
| Novak 48’ Weissman 49’, 82’ | Marcatori |  |

| Arbitro: | Julian Weinberger |

|                       |           |  |
| Svoboda 34’ Dedic 43’ | Marcatori |  |

| Arbitro: | Harald Lechner |

|  |           |                                                  |
|  | Marcatori | Liendl 14’, 75’ (rig.) Weissman 65’ Schmid 90+4’ |

| Arbitro: | Christian-Petru Ciochirca |

|                     |           |                             |
| Weissman 45+2’, 73’ | Marcatori | Fountas 45+1’ Hofmann 90+1’ |

| Arbitro: | Oliver Drachta |

|            |           |                         |
| Röcher 77’ | Marcatori | Weissman 44’ Liendl 64’ |

| Arbitro: | Alexander Harkam |

|                                |           |                                      |
| Dieng 58’ Liendl 72’ Novak 89’ | Marcatori | Frieser 35’ Trauner 56’ Tetteh 90+1’ |

| Arbitro: | Dieter Muckenhammer |

|                            |           |                                               |
| Schmerböck 5’ Weissman 37’ | Marcatori | Rep 40’ Tadic 48’ (rig.) Dossou 54’ Dante 78’ |

| Arbitro: | Christian-Petru Ciochirca |

|                          |           |              |
| Kitagawa 36’ Ullmann 87’ | Marcatori | Weissman 50’ |

| Wolfsberg 17 giugno 2020, ore 18:30 CEST 27ª giornata | Wolfsberger  | 0 – 0 | Salisburgo | Lavanttal-Arena (senza pubblico spett.)\| Arbitro: \| Josef Spurny \| |
| Arbitro:                                              | Josef Spurny |       |            |                                                                       |

| Arbitro: | Robert Schörgenhofer |

|                       |           |                             |
| Okugawa 19’ Mwepu 72’ | Marcatori | Ulmer 81’ (aut.) Liendl 84’ |

| Arbitro: | Sebastian Gishamer |

|                             |           |  |
| Weissman 60’ Wernitznig 64’ | Marcatori |  |

| Arbitro: | Christian-Petru Ciochirca |

|  |           |                     |
|  | Marcatori | Weissman 88’ (rig.) |

| Arbitro: | Julian Weinberger |

|                                |           |                             |
| Lienhart 9’ Tadic 56’ Ried 88’ | Marcatori | Jojic 52’ Weissman 70’, 86’ |

| Arbitro: | Alexander Harkam |

|                                            |           |              |
| Schmerböck 23’ Wernitznig 33’ Weissman 72’ | Marcatori | Kitagawa 74’ |

### Europa League
| Arbitro: | Tamás Bognár |

|  |           |                                             |
|  | Marcatori | Weissman 14’ Leitgeb 31’, 68’ Ritzmaier 41’ |

| Arbitro: | Tiago Martins |

|            |           |                |
| Liendl 51’ | Marcatori | 27’ Spinazzola |

| Arbitro: | Irfan Peljto |

|             |           |  |
| Kahveci 14’ | Marcatori |  |

| Arbitro: | Sandro Schärer |

|  |           |                                    |
|  | Marcatori | Visca 73’ (rig.) Crivelli 84’, 87’ |

| Arbitro: | Serdar Gözübüyük |

|  |           |            |
|  | Marcatori | Stindl 60’ |

| Arbitro: | Craig Pawson |

|                             |           |                                  |
| Perotti 7’ (rig.) Džeko 19’ | Marcatori | 10’ (aut.) Florenzi 63’ Weissman |

### Coppa d'Austria
| Arbitro: | Josef Spurny |

|  |           |                                                                                                  |
|  | Marcatori | Weissman 5’, 50’ Ritzmaier 19’ Schmerböck 25’, 52’ Leitgeb 30’ Liendl 81’ Niangbo 83’ Schmid 90’ |

| Arbitro: | Thomas Fröhlacher |

|  |           |                                                                   |
|  | Marcatori | Weissman 15’, 29’, 55’ Baumgartner 75’ Niangbo 83’ Schmerböck 86’ |

| Arbitro: | Stefan Ebner |

|            |           |  |
| Wallner 6’ | Marcatori |  |